# ليمور قزم كبير
الليمور القزم الكبير هي ليمور ليلي يتوزع على نطاق واسع بالغابات الأولية والثانوية بالقرب من الساحل الشرقي والأجزاء الشمالية من مدغشقر.